# با خرسک
با خرسک (به لاتین: Ba Khersak) یک منطقهٔ مسکونی در افغانستان است که در ولسوالی درواز بالا واقع شده‌است.